# Polydistoma azorensis
Polydistoma azorensis är en sjöpungsart som beskrevs av Monniot, F. 2003. Polydistoma azorensis ingår i släktet Polydistoma och familjen Holozoidae. Inga underarter finns listade i Catalogue of Life.